# Styrenhet
Styrenhet är inom datorteknik en styrande enhet. Begreppet används särskilt om den del av ett datorsystem som styr tolkning av instruktioner och överföring av data från primärminne till olika enheter och tvärtom. Det finns styrenheter för bland annat CPU, USB, hårddisk, diskettstation och bildskärm.